# Rue Hemricourt
La rue Hemricourt est une artère du centre de la ville de Liège (Belgique) allant de la place Sainte-Véronique à la rue de Sélys et à la rue Édouard Wacken.

## Odonymie
La rue rend hommage à Jacques de Hemricourt, né en 1333 et mort le 18 décembre 1403, chroniqueur liégeois. Il a vécu dans la principauté de Liège et plus particulièrement en Hesbaye.

## Description
Cette rue pavée mesure environ 215 m et opère un léger virage au niveau de la rue Rennequin-Sualem. Elle compte une cinquantaine d'immeubles et applique un sens unique de circulation automobile de la place Sainte-Véronique vers le rond-point donnant accès à l'autoroute A602.

## Histoire
La rue est une des plus anciennes du quartier. Jadis, elle faisait partie de la rue Sainte-Véronique qui reliait alors la rive gauche de la Meuse qui coulait alors à l'endroit où se trouve l'actuel boulevard d'Avroy à l'ancienne rue Jonckeu qui se trouvait approximativement à l'endroit où se situe aujourd'hui la rue du Plan Incliné.

## Architecture
La rue compte deux douzaines d'immeubles bâtis à la fin du XIXe siècle en pierre de taille et brique dans le style néo-classique. Ces immeubles possèdent souvent un balcon en fer forgé ou en pierre placé sur la travée centrale du premier étage.

## Riverains
L'école maternelle et communale Sainte-Véronique se situe à l'angle de la rue Rennequin-Sualem.

## Personnalité liée à la rue
Le mathématicien, philosophe et psychologue Joseph Delbœuf (1831-1896) vécut au no 21 dans une maison construite en 1879.

## Voies adjacentes
- Place Sainte-Véronique
- Rue Fabry
- Rue Rennequin-Sualem
- Rue de Sélys
- Rue Édouard Wacken